# Chełmce (gromada w powiecie kieleckim)
Chełmce – dawna gromada, czyli najmniejsza jednostka podziału terytorialnego Polskiej Rzeczypospolitej Ludowej w latach 1954–1972.
Gromady, z gromadzkimi radami narodowymi (GRN) jako organami władzy najniższego stopnia na wsi, funkcjonowały od reformy reorganizującej administrację wiejską przeprowadzonej jesienią 1954 do momentu ich zniesienia z dniem 1 stycznia 1973, tym samym wypierając organizację gminną w latach 1954–1972.
Gromadę Chełmce z siedzibą GRN w Chełmcach utworzono – jako jedną z 8759 gromad na obszarze Polski – w powiecie kieleckim w woj. kieleckim, na mocy uchwały nr 13c/54 WRN w Kielcach z dnia 29 września 1954. W skład jednostki weszły obszary dotychczasowych gromad Chełmce i Brynica ze zniesionej gminy Piekoszów w tymże powiecie. Dla gromady ustalono 16 członków gromadzkiej rady narodowej.
31 grudnia 1961 gromadę zniesiono, a jej obszar włączono do gromad Oblęgorek (wsie Chełmce Poduchowne i Bugaj, kolonie Chełmce i Polichta oraz osadę młyńską Piła) i Piekoszów (wieś i kolonię Brynica, kolonię Zwierzyniec Freja oraz osadę młyńską Wymysłów).